# Dekanat Berchtesgadener Land
Das Dekanat Berchtesgadener Land ist ein Dekanat der römisch-katholischen Kirche im Erzbistum München und Freising.

## Einzugsgebiet
Das neue Dekanat Berchtesgadener Land besteht aus den Pfarrverbänden Stiftsland Berchtesgaden, Ainring, Freilassing, Laufen, Anger-Aufham-Piding, Saaldorf-Surheim, Teisendorf, Ramsau-Unterstein sowie der Stadtkirche Bad Reichenhall. Sein Einzugsgebiet entspricht damit weitgehend deckungsgleich dem Landkreis Berchtesgadener Land.

## Geschichte
Am 1. Januar 2024 trat eine Dekanatsreform in Kraft, bei der die bisherigen 40 Dekanate innerhalb des Erzbistums München und Freising zu 18 Dekanaten zusammengefasst wurden, aber die Aufteilung der bisherigen Pfarrverbände und  Einzelpfarreien hingegen erhalten blieb. Im Rahmen dieser Dekanatsreform wurde auch das Dekanat Berchtesgadener Land aus den beiden bisherigen Dekanaten Berchtesgaden und Teisendorf gebildet.
Erster Dekan für das Dekanat Berchtesgadener Land wurde der Reichenhaller Stadtpfarrer Markus Moderegger.